# Suzuki FR80
La Suzuki FR80 (スズキ・スーパーフリー Suzuki Sūpāfurī?, Suzuki Super Free) es una motocicleta underbone, muy similar a la Yamaha Mate y a la Honda Super Cub, que fue producida por Suzuki desde principios de la década de 1970 hasta principios de la de 1980.

## Características

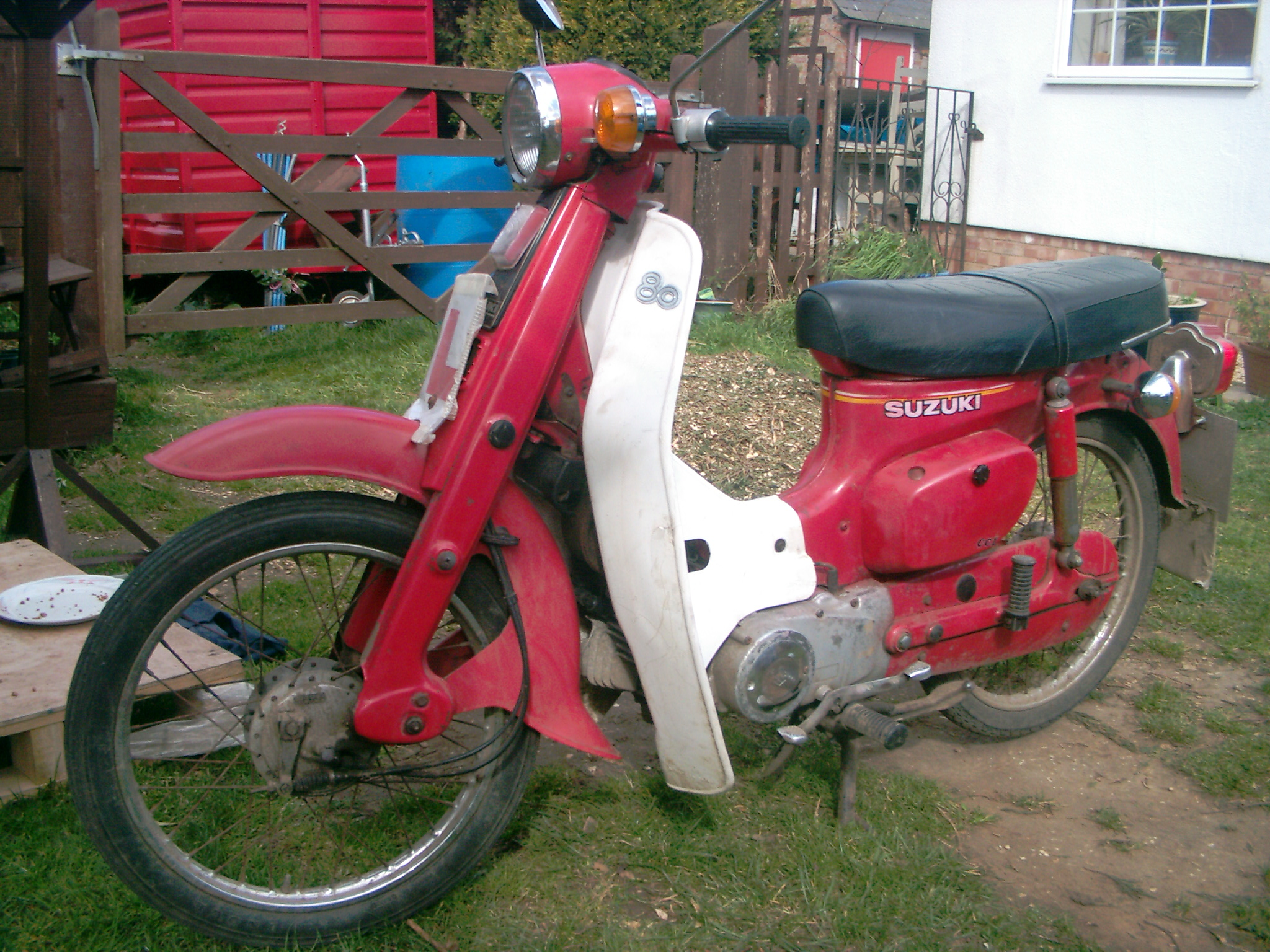
SuzukiFR80

La FR80 estaba impulsada por un motor monocilíndrico de dos tiempos refrigerado por aire y de 80 cm³ (4,9 plg³), que incorporaba un sistema de automezcla, por lo que tenía depósitos separados para la gasolina y el aceite. Se ponía en marcha mediante un mecanismo de pedal de arranque que hacía girar el motor.
Disponía una pequeña batería de 6 V y de un interruptor de encendido para facilitar el arranque y para suministrar una tensión constante y uniforme a las luces y la bocina.
Se convirtió en uno de los modelos de Suzuki más populares en Malasia y África.